# 비아도모시치
《비아도모시치》(폴란드어: Wiadomości)는 TVP1에서 방송되는 폴란드의 뉴스 프로그램이다.